# Dahme/Mark
Dahme/Mark – miasto w Niemczech w kraju związkowym Brandenburgia, w powiecie Teltow-Fläming, siedziba urzędu Dahme/Mark.

## Geografia
Miasto Dahme/Mark leży nad rzeką Dahme, ok. 30 km na południowy wschód od Luckenwalde.
Przez miasto przebiega droga krajowa B102.

## Osoby urodzone w Dahme/Mark
- Maria Kahle

## Galeria

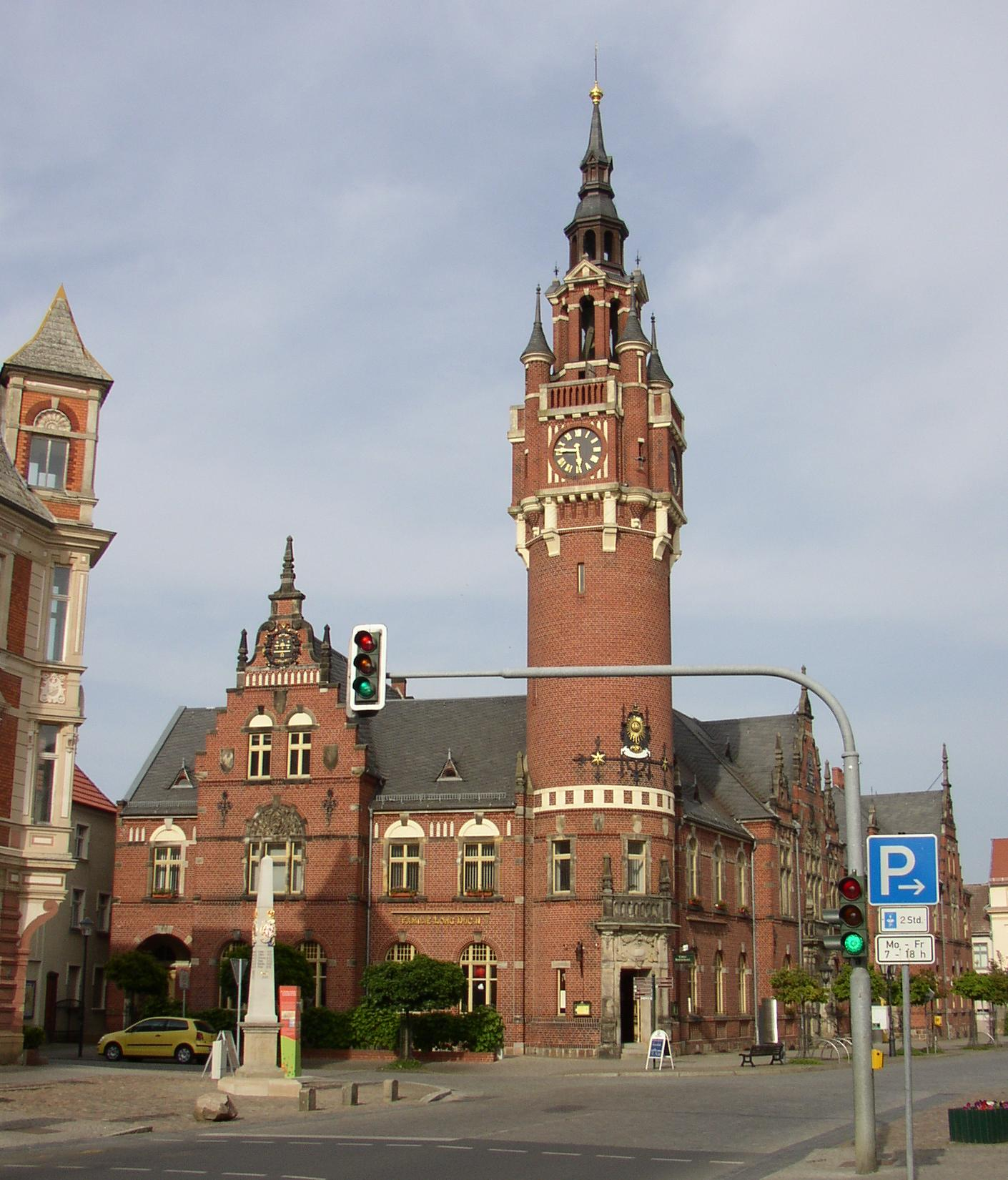
Ratusz
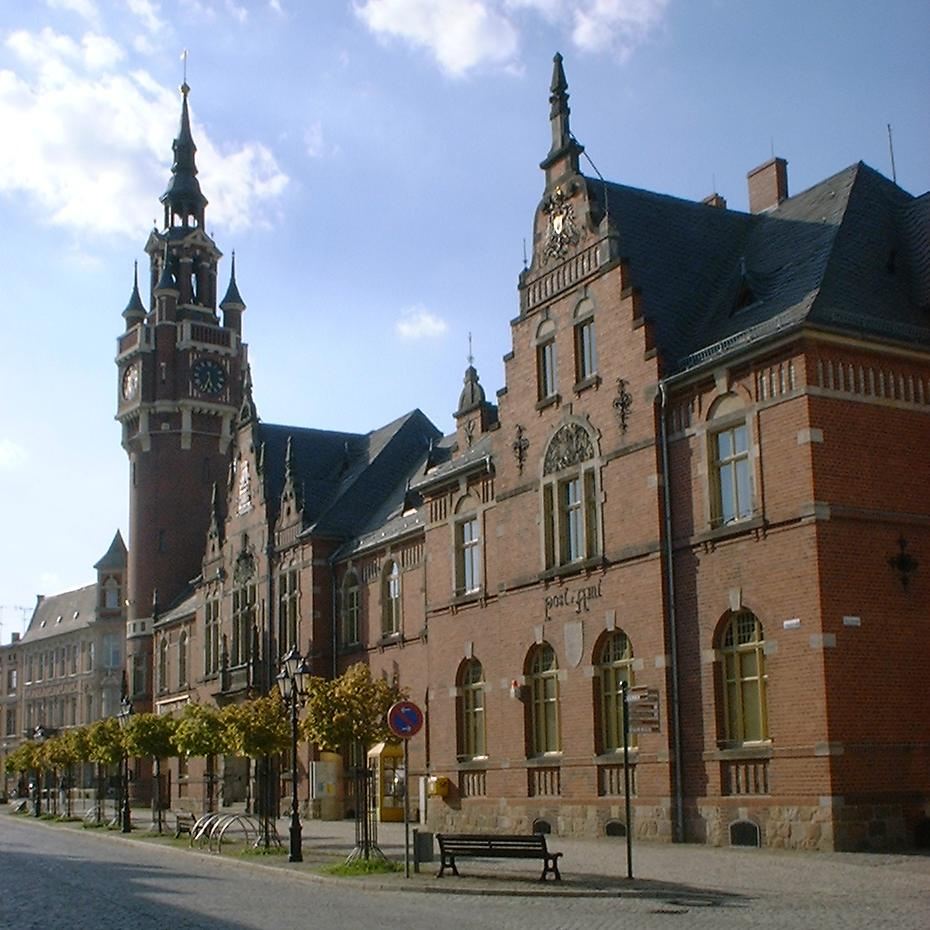
Budynek poczty
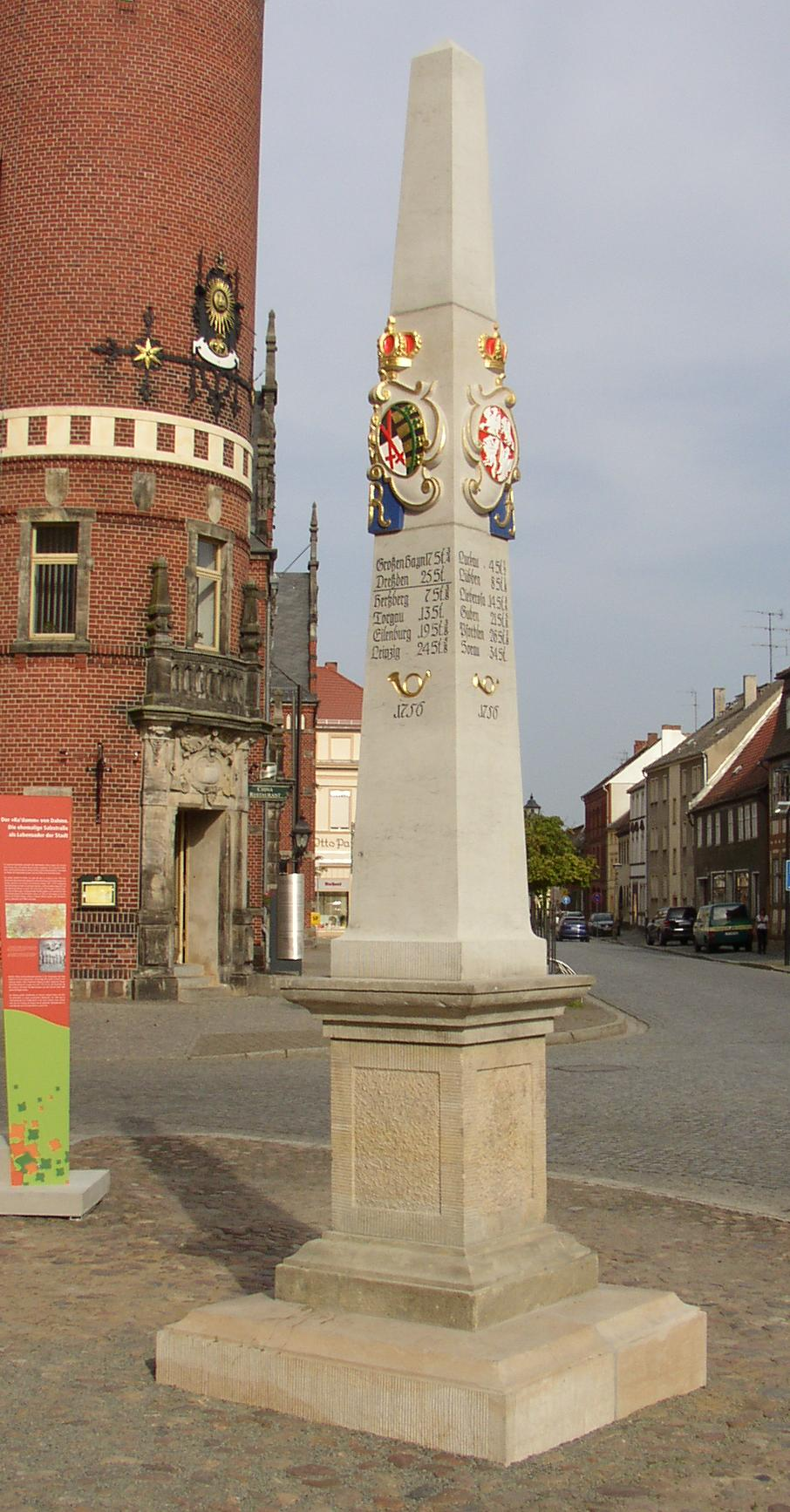
Słup poczty polsko-saskiej z 1756 roku